# Mortadella Bologna
La Mortadella Bologna est une saucisse cuite faite exclusivement avec du porc pur, de forme cylindrique ou ovale, de couleur rose et avec un arôme intense et légèrement épicé.
Depuis juillet 1998, au niveau européen, la dénomination Mortadella Bologna est reconnue comme indication géographique protégée (IGP).

## L'origine du nom
L'origine du nom « mortadella » est toujours une source de débat. Il existe deux écoles de pensée plus fiables : celle qui tend à dériver du terme mortarium ou mieux de murtatum, ce qui signifie de la viande finement hachée avec précision dans le mortier dans lequel les pulpes de porc ont été traitées, et celui qui dérive du mot myrtatum, le terme latin qui désignait le myrte qui était l'un des ingrédients d'une saucisse appelée, pour cette raison, farcimen myrtatum.